# Baebius Massa
Baebius Massa († nach 93) war ein römischer Politiker des ausgehenden 1. Jahrhunderts.
Baebius Massa war zunächst Prokurator in der Provinz Africa. In diese Zeit, genauer in das Jahr 70 n. Chr., fällt eine Episode, die der Historiker Tacitus überliefert: Massa verriet den Aufenthaltsort des Prokonsuls Lucius Calpurnius Piso an die Häscher des Gaius Valerius Festus, die Piso schließlich umbrachten. Später war der Delator Massa ein Favorit Kaiser Domitians und wurde von diesem mit der Verwaltung der Provinz Baetica im heutigen Spanien betraut. Da er sich als Statthalter auf Kosten der dortigen Provinzialen bereichert hatte, erhoben diese im Jahr 93 gegen ihn Klage. Vertreten wurden sie dabei von Herennius Senecio und Plinius dem Jüngeren, der zu diesem Thema später einen Brief an Tacitus schrieb. Obwohl Baebius Massa ihm als Informant gedient hatte, unterstützte der Kaiser ihn im Prozess nicht und ließ zu, dass er verurteilt und sein Vermögen unter öffentliche Aufsicht gestellt wurde.